# Budišići
Budišići es una población rural de la municipalidad de Vogošća, en Bosnia y Herzegovina.

## Demografía
Hasta 1991 la población era de 11 habitantes.